# Koppl
Koppl är en ort och kommun i Österrike. Den ligger i distriktet Salzburg-Umgebung i förbundslandet Salzburg,  240 kilometer väster om huvudstaden Wien. 
Kommunen består av sex orter (Ortschaften) (inom parentes invånarantal 1 januari 2024):
- Guggenthal (510)
- Habach (1 066)
- Heuberg (810)
- Koppl (496)
- Ladau (367)
- Winkl (431)